# 栗山大道站
栗山大道站（英語：Chestnut Hill Avenue station）是马萨诸塞湾交通局运营的绿线B支线车站。车站位于联邦大道中央隔离带上，紧邻栗山大道和联邦大道交汇路口。栗山大道站设有两个低矮的侧式站台，并不是无障碍车站。
车站西边有一个三角线型轨道分叉口，与非营运铁轨相连。这条非营运轨道沿着栗山大道铺设，使B支线列车方便驶向克利夫兰环岛的水库车辆厂。由于波士顿学院车辆厂所能容纳的列车有限，无法停放足够列车供B线使用，在上下班高峰期，B线加开车次从水库车辆厂出发，经由栗山大道来到B线轨道。B线西行方向往水库车辆厂的轨道被废弃，只有从南街站开出的入城方向列车可以回到水库车辆厂。

## 2008年脱轨事故
2008年5月14日，一辆出城方向行驶的列车在栗山大道站脱轨。脱轨列车撞倒了铁轨旁的电线杆，车顶悬挂的电缆脱落导致一辆列车起火。未报道有任何人员伤亡，但是有轨电车损毁严重。

## 车站结构
| G 街道/站台层 | 侧式站台，右侧开门 | 侧式站台，右侧开门      |
| G 街道/站台层 | 出城               | 往波士顿学院 （南街）   |
| G 街道/站台层 | 入城               | 往公园街 （奇斯威克路） |
| G 街道/站台层 | 侧式站台，右侧开门 |                         |

## 公交换乘
有一条MBTA公交线在栗山大道站停靠：
- 86（英语：List of MBTA bus routes）：沙利文广场站 - 哈佛/约翰斯顿门 - 水库（克利夫兰环岛）

从车站沿栗山大道向南走1⁄4英里（0.40）或乘坐公交51路可至水库站换乘轻轨绿线D支线，附近的克利夫兰环岛站可换乘轻轨绿线C支线。